# Lista över fornlämningar i Falkenbergs kommun (Svartrå)
Lista över fornlämningar i Falkenbergs kommun (Svartrå) är en förteckning av ett urval av de fornlämningar som finns i Svartrå i Falkenbergs kommun.
| Namn                                | Lämningstyp                 | Tillkomsttid | Historisk indelning | Plats | Läge                 | ID-nr          | Bild                                 |
| ----------------------------------- | --------------------------- | ------------ | ------------------- | ----- | -------------------- | -------------- | ------------------------------------ |
| Vårhögen el Vårdhögen (Svartrå 1:1) | Röse                        |              | Svartrå, Halland    |       | 57.105682, 12.634312 | 10150000010001 | Ladda upp en bild av detta fornminne |
| Smörkullen (Svartrå 2:1)            | Stensättning                |              | Svartrå, Halland    |       | 57.103171, 12.644885 | 10150000020001 | Ladda upp en bild av detta fornminne |
| Svartrå 5:1                         | Gravfält                    |              | Svartrå, Halland    |       | 57.092541, 12.627814 | 10150000050001 | Ladda upp en bild av detta fornminne |
| Svartrå 6:1                         | Hög                         |              | Svartrå, Halland    |       | 57.092179, 12.626833 | 10150000060001 | Ladda upp en bild av detta fornminne |
| Svartrå 6:2                         | Stenkrets                   |              | Svartrå, Halland    |       | 57.091883, 12.627352 | 10150000060002 | Ladda upp en bild av detta fornminne |
| Svartrå 8:1                         | Stensättning                |              | Svartrå, Halland    |       | 57.092149, 12.616861 | 10150000080001 | Ladda upp en bild av detta fornminne |
| Svartrå 12:1                        | Hög                         |              | Svartrå, Halland    |       | 57.098533, 12.659140 | 10150000120001 | Ladda upp en bild av detta fornminne |
| Svartrå 13:1                        | Röse                        |              | Svartrå, Halland    |       | 57.096109, 12.661720 | 10150000130001 | Ladda upp en bild av detta fornminne |
| Svartrå 14:1                        | Stensättning                |              | Svartrå, Halland    |       | 57.105268, 12.642493 | 10150000140001 | Ladda upp en bild av detta fornminne |
| Svartrå 14:2                        | Stensättning                |              | Svartrå, Halland    |       | 57.105399, 12.642696 | 10150000140002 | Ladda upp en bild av detta fornminne |
| Svartrå 16:1                        | Stenkrets                   |              | Svartrå, Halland    |       | 57.087642, 12.635900 | 10150000160001 | Ladda upp en bild av detta fornminne |
| Svartrå 18:1                        | Stensättning                |              | Svartrå, Halland    |       | 57.132256, 12.682059 | 10150000180001 | Ladda upp en bild av detta fornminne |
| Piggstenarna (Svartrå 19:1)         | Gravfält                    |              | Svartrå, Halland    |       | 57.131807, 12.682099 | 10150000190001 | Ladda upp en bild av detta fornminne |
| Svartrå 23:1                        | Stensättning                |              | Svartrå, Halland    |       | 57.111778, 12.678836 | 10150000230001 | Ladda upp en bild av detta fornminne |
| Svartrå 23:2                        | Stenkrets                   |              | Svartrå, Halland    |       | 57.111684, 12.678679 | 10150000230002 | Ladda upp en bild av detta fornminne |
| Svartrå 23:3                        | Grav markerad av sten/block |              | Svartrå, Halland    |       | 57.111733, 12.678476 | 10150000230003 | Ladda upp en bild av detta fornminne |
| Svartrå 23:4                        | Grav markerad av sten/block |              | Svartrå, Halland    |       | 57.111668, 12.678399 | 10150000230004 | Ladda upp en bild av detta fornminne |
| Svartrå 29:1                        | Hög                         |              | Svartrå, Halland    |       | 57.092577, 12.621347 | 10150000290001 | Ladda upp en bild av detta fornminne |
| Svartrå 35:1                        | Grav markerad av sten/block |              | Svartrå, Halland    |       | 57.100320, 12.660348 | 10150000350001 | Ladda upp en bild av detta fornminne |
| Svartrå 62:2                        | Grav- och boplatsområde     |              | Svartrå, Halland    |       | 57.090757, 12.638854 | 10150000620002 | Ladda upp en bild av detta fornminne |
| Svartrå 73:1                        | Stensättning                |              | Svartrå, Halland    |       | 57.101845, 12.637362 | 10150000730001 | Ladda upp en bild av detta fornminne |
| Svartrå 75:1                        | Stensättning                |              | Svartrå, Halland    |       | 57.108106, 12.645588 | 10150000750001 | Ladda upp en bild av detta fornminne |